# 堀澄也
堀 澄也（ほり すみや、1935年4月27日 - ）は、実業家。ヤクルト代表取締役会長、東京ヤクルトスワローズのオーナーを務めた。広島県福山市出身。

## 来歴・人物
日本大学法学部法律学科卒業後、1960年 ヤクルト本社入社。中央研究所所長などを歴任し、ジョアなどの新商品開発に携わる。
1996年、桑原潤の後を受けて同社代表取締役社長就任。1998年に副社長の熊谷直樹がプリンストン債を巡るデリバティブ（金融派生商品）取引の失敗で1000億余の巨額の損失を出していたことが発覚し、苦境に追い込まれたが、ダノンとの提携により何とか再生への道筋を付けた。
1997年からヤクルトスワローズ（現：東京ヤクルトスワローズ）の取締役も兼務し、2003年は松園直已に代わり球団オーナーに就任。球団運営については、球団社長の衣笠剛をオーナー代行に指名して権限を委ねている。2017年6月21日、本社会長および球団オーナーを退任した。
2015年11月、旭日中綬章受章。2023年5月、食料産業特別貢献大賞受賞。